# Torre de San Bartolomé (Huelva)
La torre de San Bartolomé es una torre-atalaya situada en el municipio español de San Bartolomé de la Torre, en la provincia de Huelva, comunidad autónoma de Andalucía. En la actualidad constituye un monumento histórico y desde 1985 se encuentra protegida como Bien de Interés Cultural.

## Historia
La torre fue levantada entre los siglos XIV y XV, siendo construida en tapial con una planta cuadrangular. Se ha especulado que su finalidad era realizar labores de vigilancia y control en la zona. En la actualidad la torre se encuentra situada a las afueras del casco urbano. Con motivo de una restauración que se realizó en 1986 sobre el monumento también se llevaron a cabo varios sondeos arqueológicos con el fin de datar la construcción de la atalaya.